# Большой Кирич
Большой Кирич — ручей в России, протекает по межселённой территории Онежского района Архангельской области. Длина ручья — 12 км, площадь водосборного бассейна — 56,2 км².

## Общие сведения
Ручей берёт начало из озера Кирич на высоте 198,8 м над уровнем моря и далее течёт преимущественно в северном направлении по заболоченной местности.
Ручей в общей сложности имеет два малых притока суммарной длиной 7,0 км.
Устье ручья находится в 132 км по правому берегу реки Илексы, впадающей в Водлозеро.
Населённые пункты на ручье отсутствуют.
Код объекта в государственном водном реестре — 01040100312202000016331.